# トラブル・チェリー! -探偵白書-
『トラブル・チェリー! -探偵白書-』（トラブル・チェリー! -たんていはくしょ-）は、佐野タカシの推理漫画作品。1999年に少年画報社のヤングキングコミックスで刊行された。全1巻。著者は単行本のコメントで本作を「オレ風本格ミステリー」と紹介している。2004年には大都社のダイトコミックスで再刊された。

## 概要
2話（前後編）で1エピソードを描く推理物。探偵役は高校一年生の帝都桜子（かみつ さくらこ）。日本経済を支える国内最大の財閥、帝都財閥の令嬢である。最初は身近で起こった事件をなりゆき上解決したが、その後は持ち前の好奇心で自ら積極的に事件解決に乗り出す。
解決編（後編）の直前、すなわち前編の最後の1ページで、探偵役の桜子が読者に向かって事件の概要と、犯人と目される人物の名前、そして解決へのヒントを述べるのが基本的な構成である。この際、コマが暗くなり、桜子以外のキャラクターは時間が止まったかのように動かなくなるという、ドラマ『古畑任三郎』の解決パート前に古畑が視聴者に向かって語りかける際と同じような演出がなされている。単行本末尾のおまけページでは、桜子が古畑任三郎のように眉間に右手の人差し指を当てて「えー 帝都桜子でしたぁ」とのセリフをいうイラストが描かれている。ただし本作は『古畑任三郎』とは違い、倒叙物（犯人の犯行が最初に描かれるタイプのミステリー）ではない。
4つのエピソードが収録されているが、このうち3つは殺人事件の犯人と目される人物の「アリバイ崩し」ものである。

## 登場人物
帝都桜子（かみつ さくらこ）
帝都財閥の総長の娘であり将来の後継者。親が理事長を務める帝都学園に通う高校一年生。
帝都家で文武両道の英才教育を受けてきており、推理力、運動能力ともに秀でている。
第1エピソード（「A型トリック」）で死体の第一発見者となると、捜査に口を出し事件を解決。第2エピソード以降は、近所で起こった事件や身の回りで起こった事件の解決に積極的に乗り出し、自ら「美少女探偵」を称する。
中仙道（なかせんどう）巡査
警視庁殺人課の刑事。33歳。
帝都一族の遠縁にあたる人物で、そのコネで警察官になったため、帝都家の令嬢である桜子には頭が上がらない。桜子に命じられ、推理の材料集めをさせられたり、アリバイ崩しのために無茶な検証をさせられたりもする。
第1エピソード（「A型トリック」）以前から桜子とは面識があり、桜子からは「中仙道」と呼び捨てにされている。中仙道は桜子のことを「桜子様（桜子さま）」と呼んでいる。
都築（つづき）巡査
警視庁殺人課の刑事。中仙道の部下。
第1エピソード（「A型トリック」）で桜子と知り合うが、捜査に首を突っ込んでくる桜子のことを当初はよく思っていなかった。桜子からは最初は「キミ」呼ばわりされていたが、のちに「都築くん（都築君）」と呼ばれるように。都築は桜子のことを「オマエ」などと呼んでいたが、途中から「桜子」と呼ぶようになった。
出尾刀（でびとう）警視
ニューヨーク帰りのキザなエリート刑事。中仙道の上司。
桜丸（さくらまる）
桜子のことを「桜子ねーさん」と呼ぶ少年。弟なのか、年下の親戚等なのかは作中で示されていない。
長髪を結んだ可愛らしい外見で、女性に間違えられることもある。
第2エピソード（「殺意の速度」）にのみ登場。
和都一郎太（わと いちろうた）
帝都家の執事を務めているらしい若い男性。
情報収集能力が高く、近所で起こった事件の詳細をいち早く把握している。
第2エピソード（「殺意の速度」）にのみ登場。

## 書誌情報および収録エピソード一覧
- 『トラブル・チェリー! -探偵白書-』（ヤングキングコミックス、少年画報社、1999年5月、全1巻、ISBN 4-7859-1899-3）
- 『探偵白書 -トラブルチェリー改訂版-』（ダイトコミックス、大都社、2004年12月、全1巻、ISBN 4-88653-836-3）

最初の刊行の5年後、少年画報社傘下の大都社から「改訂版」が刊行された。メインタイトルが「トラブル・チェリー!」から「探偵白書」に変更になっている。表紙・裏表紙イラストの変更のほか、カラー扉絵の追加、巻末のおまけイラスト（桜子が古畑任三郎の物まねをしているようなイラスト）の追加等がなされているが、作品そのものには特に目立った変更点はない。収録エピソード数も同じである。
|        | 収録エピソード               |
| ------ | ---------------------------- |
| FILE.1 | A型トリック                  |
| FILE.2 | A型トリック（後）            |
| FILE.3 | 殺意の速度［スピード］       |
| FILE.4 | 殺意の速度［スピード］（後） |
| FILE.5 | 汚れた英雄                   |
| FILE.6 | 汚れた英雄（後）             |
| FILE.7 | 旅籠にて                     |
| FILE.8 | 旅籠にて（後）               |